# Classe limite
In analisi matematica, la classe limite è un concetto legato a quello di sottosuccessione e limite di una successione. Si tratta dell'insieme dei valori cui è possibile far tendere una sottosuccessione di una data successione, e come tale può essere di cardinalità finita o infinita, ma non l'insieme vuoto.

## Definizione
Sia {\displaystyle \{x_{n}\}_{n}} una successione di numeri reali; si dice che {\displaystyle \alpha } è un valore limite della successione se esiste una sottosuccessione {\displaystyle \{x_{n_{k}}\}_{k}} per cui 
{\displaystyle \lim _{k\to +\infty }{x_{n_{k}}}=\alpha }.
Non è necessario che la successione sia regolare (cioè convergente o divergente); infatti anche una successione irregolare ammette sempre sottosuccessioni regolari.
La classe limite della successione è l'insieme dei valori limite; cioè, se {\displaystyle C} indica la classe limite di {\displaystyle \{x_{n}\}_{n}}:
{\displaystyle C=\{\alpha \in \mathbb {R} :\exists \{x_{n_{k}}\}_{k}{\underset {k\to +\infty }{\ \ \longrightarrow \ \alpha }}\}}.

### Esempi
- {\displaystyle x_{n}=\sin {\frac {n\pi }{2}}};

In questo caso {\displaystyle C=\{-1,0,1\}}; infatti {\displaystyle \{x_{n}\}_{n\geq 0}=\{0,1,0,-1,\cdots \}}, quindi una sottosuccessione può constare solo dei valori {\displaystyle 0,1,-1}; le sottosuccessioni banali del tipo {\displaystyle \{x_{2n}\}_{n}=\{0,0,0,\cdots \},\{x_{4n+1}\}=\{1,1,1,\cdots \},\{x_{4n-1}\}=\{-1,-1,-1,\cdots \}}, ad esempio, ammettono come valori limite {\displaystyle 0,1,-1} rispettivamente.
- {\displaystyle x_{n}=n\sin {\frac {n\pi }{2}}};

In questo caso {\displaystyle C=\{-\infty ,0,+\infty \}}; infatti {\displaystyle \{x_{n}\}_{n\geq 0}=\{0,1,0,-2,0,3,\cdots \}}, e una sottosuccessione deve valere definitivamente zero o in alternativa non essere limitata.

## Proprietà
La classe limite di una successione non è mai vuota. Infatti, se {\displaystyle \{x_{n}\}_{n}} è limitata, allora la sua chiusura è compatta, e quindi la successione ammette una sottosuccessione convergente (teorema di Bolzano-Weierstrass). Se invece non è limitata superiormente (o inferiormente), si può trovare una sottosuccessione del tipo {\displaystyle \{x_{j}\}_{j}} con 
{\displaystyle x_{j}={\underset {i<j}{\max }}{\ x_{i}}}
(o 
{\displaystyle x_{j}={\underset {i<j}{\min }}{\ x_{i}}})
che ammette come limite {\displaystyle +\infty } (o {\displaystyle -\infty }).
L'intersezione tra la classe limite e l'insieme dei numeri reali (cioè la classe limite cui sono stati tolti eventualmente i punti all'infinito) è un insieme chiuso. Infatti, se {\displaystyle \alpha \in \mathbb {R} } è di accumulazione per {\displaystyle C\cap \mathbb {R} }, allora esistono {\displaystyle \alpha _{1},\cdots ,\alpha _{n},\cdots } che avvicinano indefinitamente {\displaystyle \alpha }; questi {\displaystyle \alpha _{i}} sono limiti di sottosuccessioni di {\displaystyle \{x_{n}\}}, quindi possiamo trovare una sottosuccessione che si avvicina indefinitamente ad {\displaystyle \alpha }, usando come "paletti" i valori limite {\displaystyle \alpha _{i}} (cui possiamo avvicinarci a piacere per sottosuccessioni).
Inoltre la classe limite, intesa come sottoinsieme di {\displaystyle {\overline {\mathbb {R} }}:=\mathbb {R} \cup \{-\infty ,+\infty \}} (il cosiddetto {\displaystyle \mathbb {R} } esteso) ammette sempre massimo e minimo; infatti, se {\displaystyle \{x_{n}\}} è illimitata (ad esempio superiormente), allora {\displaystyle +\infty \in C}, e {\displaystyle \max C=+\infty }; altrimenti, se {\displaystyle \{x_{n}\}} è limitata (ad esempio superiormente), allora lo è anche {\displaystyle C} (o esisterebbe un valore limite strettamente maggiore dell'estremo superiore della successione), e poiché {\displaystyle C\cap \mathbb {R} } è chiuso, esso contiene il proprio superiore, e quindi ammette massimo. Un analogo ragionamento prova che la classe limite ammette minimo.

## Limite superiore e limite inferiore
Data una successione, si definisce limite superiore di tale successione il massimo della sua classe limite:
{\displaystyle {\underset {n\to +\infty }{\limsup }}{\ x_{n}}={\underset {n\to +\infty }{\overline {\lim }}}{x_{n}}:=\max {C}};
similmente si definisce il limite inferiore di tale successione il minimo della sua classe limite:
{\displaystyle {\underset {n\to +\infty }{\liminf }}{\ x_{n}}={\underset {n\to +\infty }{\underline {\lim }}}{x_{n}}:=\min {C}}.
È chiaro, per le argomentazioni del paragrafo precedente, che tali valori esistono sempre. In generale, essi saranno differenti (ovviamente si avrà {\displaystyle \liminf x_{n}\leq \limsup x_{n}}); se tuttavia questi valori coincidono, se cioè la classe limite consta di un solo elemento, allora tutte le sottosuccessioni convergono allo stesso valore limite. Questa è condizione necessaria e sufficiente per garantire la convergenza della successione principale, cioè:
{\displaystyle \exists \lim _{n\to +\infty }{x_{n}}\in {\overline {\mathbb {R} }}\iff {\underset {n\to +\infty }{\liminf }}{\ x_{n}}={\underset {n\to +\infty }{\limsup }}{\ x_{n}}\iff |C|=1},
dove {\displaystyle |\cdot |} indica la cardinalità dell'insieme.